# Voo Bristow 56C
O voo Bristow Helicopters 56C foi um voo de helicóptero que voou entre Aberdeen e a plataforma de petróleo Brae Alpha no Mar do Norte. Em 19 de janeiro de 1995, o helicóptero AS 332L Super Puma que fazia esta rota, registrado como G-TIGK e denominado Cullen, foi atingido por um raio. O voo transportava 16 trabalhadores do petróleo de Aberdeen para uma plataforma de petróleo no campo de petróleo de Brae. Todas as 18 pessoas a bordo sobreviveram.

## Tripulação
O comandante do voo foi Cedric Roberts (44). Ele estava com a Bristow Helicopters Ltd desde 1974. Ele era um piloto muito experiente, com mais de 9.600 horas de voo em seu currículo. O primeiro oficial foi Lionel Sole (39). Sole estava na Bristow Helicopters Ltd desde 1990. Ele tinha mais de 3.100 horas de voo em seu currículo.

## Voo, incidente e investigação
No caminho à plataforma petrolífera Brae Alpha, o helicóptero passou por mau tempo e foi atingido por um raio. Isso causou graves danos ao rotor da cauda. Embora o helicóptero tenha conseguido mancar por mais alguns minutos, o rotor de cauda finalmente falhou completamente e o piloto foi forçado a realizar uma autorrotação de emergência no mar agitado. Os flutuadores de emergência do helicóptero permitiram que os passageiros e a tripulação fossem evacuados para um bote salva-vidas. Apesar das ondas altas e do mau tempo, todas as pessoas a bordo do voo foram resgatadas pelo navio Grampian Freedom.
O relâmpago foi isolado na tempestade e pode ter sido induzido pelo helicóptero voando através da nuvem. A investigação do incidente também revelou problemas potenciais com o material composto de fibra de carbono com design de tira de latão dos rotores, o que tornava as pás do rotor sujeitas a explosões e danos causados por raios..

## Na cultura popular
Os eventos do voo Bristow 56C foram apresentados em "Helicopter Down" ("Helicóptero ao Mar" no Brasil), um episódio da 3ª temporada (2005) da série de TV canadense Mayday (chamada Air Emergency and Air Disasters nos EUA e Air Crash Investigation no Reino Unido e em outros lugares ao redor do mundo).